# Edgar F. Codd
Edgar F. Codd (anglès: Edgar Frank Codd)  (illa de Portland, 19 d'agost de 1923 - Aventura, 18 d'abril de 2003) va ser un informàtic britànic el qual, mentre treballava per IBM, va inventar el model relacional per a la gestió de bases de dades, la base teòrica per les bases de dades relacionals. Encara que va fer altres contribucions valuoses a la informàtica, però el model relacional, una teoria general molt influent de gestió de dades, roman la seva aportació més memorable.

## Biografia
Edgar Frank Codd va néixer a l'Illa de Portland, al comtat de Dorset, al Regne Unit. Va estudiar matemàtiques i química al College d'Exeter a Oxford, abans de servir com a pilot en la Royal Air Force durant la Segona Guerra Mundial. El 1948 es va traslladar a Nova York per treballar a IBM com a programador matemàtic. El 1953, irritat per la política del senador Joseph McCarthy, Codd va emigrar a Ottawa (Canadà). Deu anys més tard va tornar als Estats Units i va rebre el seu doctorat en informàtica de la Universitat de Michigan a Ann Arbor. Dos anys després va arribar al centre d'investigacions d'Almaden d'IBM a San José a l'estat de Califòrnia.
Va ser nomenat IBM Fellow el 1976. Durant la dècada de 1990, la seva salut es va deteriorar i va deixar de treballar.
Va rebre el premi Turing el 1981 i el 1994 va ser inclòs com a membre de l'Association for Computing Machinery.
Codd va morir d'insuficiència cardíaca a la seva casa de Williams Island, Florida, a setanta-nou anys el 18 d'abril de 2003.

## Treball
En les dècades dels 60 i 70 va establir les seves teories d'arranjament de dades que va publicar el 1970 al seu article «A Relational Model of Data for Large Shared Data Banks» (Un model relacional de dades per a grans bancs de dades compartits). Es va decebre quan va comprovar que IBM tardava a explotar les seves idees i suggeriments i quan les primeres aplicacions de les seves teories van ser desenvolupades per empreses rivals. Va ser, per exemple, el cas de la base de dades Oracle, desenvolupada per Larry Ellison segons les idees de Codd.
Codd va continuar desenvolupant i estenent el seu model de dades relacionals, de vegades en col·laboració amb Chris Date. Una de les formes normals en la normalització de base de dades, la forma normal de Boyce-Codd, és batejada del nom de Codd. Edgar Codd va inventar igualment el terme OLAP i va escriure les dotze lleis del tractament analític en línia. Codd va contribuir igualment al coneixement en el sector dels autòmats cel·lulars.